# Fédération nationale des anciens combattants résidant hors de France
 (avril 2024).
La Fédération nationale des anciens combattants résidant hors de France (également désignée par l'acronyme FACS) est une organisation qui regroupe les associations d'anciens combattants français vivant à l'étranger.
Fondée en 1927, elle a pour objet de défendre les droits des anciens combattants devant les administrations : son objectif est ainsi de fédérer — au sein d’associations ou en tant que membres isolés — tous les combattants qui ont servi la France et qui résident dans un autre pays, qu'ils soient Français ou étrangers,.

## Histoire
À la fin de la Première Guerre mondiale, de nombreuses associations d'anciens combattants se constituent. C'est dans ce contexte et à la suite du Congrès des Français de l’étranger qui s’est tenu à Paris en octobre 1926 que, sous l’égide du maréchal Lyautey et sous l'impulsion de l'amiral Dumesnil, les anciens combattants implantés à l'étranger ont fondé le 5 janvier 1927 la Fédération nationale des anciens combattants, veuves de guerre, orphelins et ascendants résidant hors de France. Depuis le 17 janvier 1978, elle est reconnue comme établissement d'utilité publique.  
Au cours de la première moitié du XXe siècle, la FACS joue un rôle dans la question de la représentation politique des Français établis hors de France. En effet, les Français de l’étranger avaient déjà leur représentation à Paris à travers quatre organismes (l’Union des chambres de commerce françaises à l’étranger, la Fédération des professeurs français à l’étranger, l’Union des Français de l’étranger et la Fédération des anciens combattants français résidant hors de France). Cependant, le Parlement issu de la Constitution du 27 octobre 1946 qui institua la Quatrième République ne prévoyait au sein du Conseil de la République (équivalent d'alors du Sénat) que trois sièges sur 320 pour les Français dits de « l'extérieur ». Ces trois sièges de conseillers de la République étaient attribués à des personnalités représentant des français résidant en Europe, en Amérique et en Asie-Océanie. Se sentant sous-représentés, les quatre organismes ont finalement obtenu du Président du Conseil, Robert Schuman, et de son Ministre des affaires étrangères, Georges Bidault, la signature le 7 juillet 1948 du décret instituant la création du Conseil supérieur des Français de l’étranger dont le Président de la FACS est membre de droit. Cette institution a, depuis lors, été remplacée le 9 août 2004 par l'assemblée des Français de l’Étranger.
Le 21 juin 1931, la FACS cosigne avec 47 autres associations nationales d'anciens combattants une "Motion sur l'organisation de la paix''. Ce document constitue l'affirmation d'une doctrine et un ambitieux programme d'organisation de la paix. Le Président de la République de l'époque, Monsieur Paul DOUMER, accuse réception de cette motion . 
Le 3 mai 1966, son dirigeant de l'époque signe une pétition initiée par une trentaine d'associations demandant la translation de la dépouille de Philippe Pétain à l'ossuaire militaire de Douaumont. L'opération, qui n'aboutira pas, suscite la controverse,.
En 1971, la FACS intervient une nouvelle fois dans la vie publique en s'associant à d'autres associations pour adjurer les autorités à maintenir l'ordre, dans un contexte de manifestations importantes.
En 2006, la FACS intervient au Sénat pour faire aboutir une mesure visant à décristalliser les prestations dites « du feu » — c'est-à-dire la retraite ou les pensions militaires d'invalidité — des anciens combattants issus des ex-colonies françaises,.
En 2010, le général Jean-Pierre Beauchesne  est élu président de l'association à la suite de la mort d'Henry-Jean Loustau, qui la présidait depuis 25 ans,,.

## Activités
La FACS intervient auprès des autorités françaises et étrangères pour défendre les intérêts des anciens combattants français vivant à l'étranger.  Cela  peut se concrétiser par une aide à l'obtention de pensions, à un accompagnement dans les démarches administratives ou à l'assistance pour l'accès aux soins de santé. Par ailleurs, partenaire de l'ONaCVG, elle assiste ses adhérents pour la reconnaissance de leur statut d'ancien combattant ou pour la délivrance du Diplôme d'honneur de porte-drapeau . 
Le Président de la FACS siège à la Commission temporaire des Anciens Combattants, commission ad hoc mise en place pour traiter les questions spécifiques liées au monde des anciens combattants. Il siège également au Conseil d'administration de l'ONaCVG et contribue à diverses commissions en son sein tels que Mémoire et solidarité, porte-drapeau, aide sociale ou encore Bleuet de France,.
En application de la loi 91-1257 du 17 décembre 1991, la fédération est habilitée à ester en justice.
La FACS mène également des activités diplomatiques,,,, et organise des cérémonies commémoratives, principalement à l'occasion des anniversaires de la fin de la Première et de la Seconde Guerre mondiale ,,,.
À l'international, les différentes sections qui forment la FACS rassemblent des anciens combattants, des anciens militaires et des sympathisants qui s'attachent à entretenir une relation avec les vétérans des pays hôtes, en prenant par exemple part à leurs cérémonies commémoratives,,,.

## Ressources
En tant qu'association à but non lucratif, les ressources de la FACS proviennent exclusivement des cotisations de ses membres, de subventions publiques,, et de dons. Dans les années 2010, le montant des subventions connaît d'importantes baisses, ce qui laisse craindre à la Fédération une diminution de ses activités,,.  

## Documentation complémentaire
- Discours à l’École Militaire de Paris devant les hautes autorités de l’État du Président de la FACS à l’occasion du 90e anniversaire de la fédération : Vidéo de l’ECPAD (IMAGE DÉFENSE) / Réalisateurs : Rosenbaum, Gunther - 2017
- La conservation des archives de la FACS : Portail National des Archives
- Réflexion sur la naissance des associations d'anciens combattants : Article de la revue CHEMIN DE MÉMOIRE -  Antoine Prost, Professeur émérite, Université Paris I
- Représentation et problématiques des anciens combattants à l’étranger: Note de l'Alliance Solidaire des Français de l'Etranger (ASFE) - Février 2019